# Thăm dò Sao Hỏa

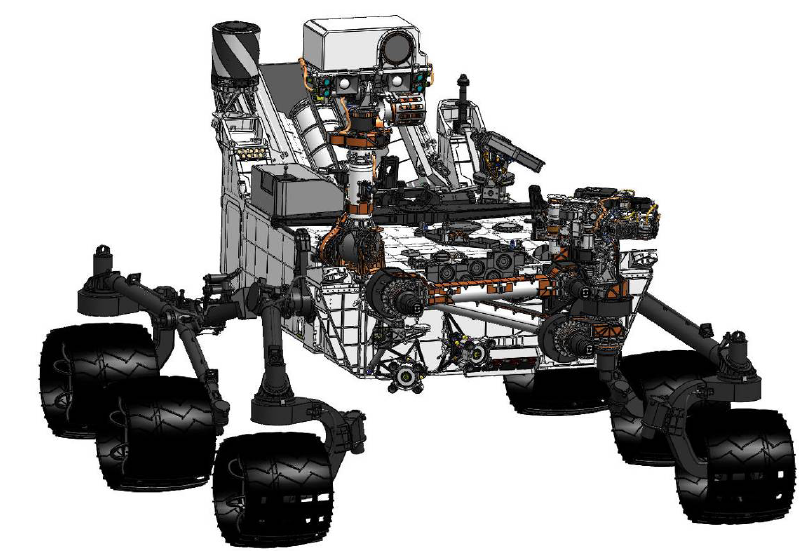
Một sơ đồ của robot tự hành Curiosity, đã hạ cánh trên sao Hỏa vào năm 2012.

Thăm dò sao Hỏa là việc nghiên cứu sao Hỏa bằng các tàu vũ trụ. Tàu thám hiểm được gửi từ Trái Đất đến sao Hỏa từ vào cuối thế kỷ 20, đã mang lại một sự gia tăng kiến thức mạnh mẽ về sao Hỏa, tập trung chủ yếu vào sự hiểu biết địa chất và tiềm năng hỗ trợ cuộc sống con người trên hành tinh này.

## Trạng thái hiện thời
Kỹ thuật giao thông liên hành tinh là rất phức tạp và việc thăm dò Sao Hỏa đã trải qua một tỷ lệ thất bại cao, đặc biệt là những nỗ lực ban đầu. Khoảng 2/3 của tất cả các tàu vũ trụ bay đến sao Hỏa đã thất bại trước khi hoàn thành nhiệm vụ và một số đã thất bại trước khi thực hiện những quan sát đầu tiên. Một số nhiệm vụ đã gặp phải thành công bất ngờ, chẳng hạn như cặp đôi Mars Exploration Rovers, đã hoạt động thêm hàng năm trời so với thiết kế của nó. Vào ngày 24 tháng 10 năm 2016, hai chiếc xe tự hành khoa học có mặt trên bề mặt của sao Hỏa đã phát tín hiệu trở lại Trái Đất (Opportunity của nhiệm vụ Mars Exploration Rover và Curiosity của nhiệm vụ Mars Science Laboratory ), với sáu vệ tinh quay quanh hành tinh này: Mars Odyssey, Mars Express, Mars Reconnaissance Orbiter, Mars Orbiter Mission, MAVEN, và Trace Gas Orbiter, đã đóng góp một lượng lớn thông tin về sao Hỏa. Không có nhiệm vụ mang mẫu về Trái Đất nào đã được thực hiện cho sao Hỏa và một sứ mệnh mang mẫu vật về từ vệ tinh Phobos (Fobos-Grunt) đã thất bại.
Vào ngày 24 tháng 1 năm 2014, NASA báo cáo rằng các nghiên cứu hiện tại trên hành tinh sao Hỏa bởi  các xe tự hành Curiosity và Opportunity sẽ tìm kiếm bằng chứng của cuộc sống cổ xưa, bao gồm một sinh quyển dựa trên sinh vật tự dưỡng, sinh vật hóa dưỡng và/hoặc các vi sinh vật, cũng như nguồn nước cổ xưa, bao gồm cả môi trường lưu vực sông-hồ (đồng bằng liên quan đến sông hoặc hồ) mà có thể có khả năng sinh sống. Việc tìm kiếm bằng chứng khả năng sinh sống, mồ học (liên quan đến hóa thạch), và cacbon hữu cơ trên hành sao Hỏa trở thành mục tiêu chính của NASA.

## Hệ thống sao Hỏa
Sao Hỏa từ lâu đã là chủ đề quan tâm của con người. Quan sát kính thiên văn ban đầu cho thấy những thay đổi màu sắc trên bề mặt được cho là do thảm thực vật theo mùa và các tính năng tuyến tính rõ ràng được quy cho thiết kế thông minh. Các quan sát bằng kính thiên văn nữa sau đó tìm thấy hai vệ tinh tự nhiên, Phobos và Deimos, những khối băng ở cực bắc và điểm đặc trưng hiện nay là Olympus Mons, ngọn núi cao nhất của hệ mặt trời. Những khám phá này đã thu hút sự quan tâm sâu sắc hơn đến nghiên cứu và khám phá ra hành tinh đỏ này. Sao Hỏa là một hành tinh đá, giống như Trái Đất, hình thành cùng một khoảng thời gian, nhưng với đường kính chỉ bằng một nửa của Trái Đất và một bầu khí quyển mỏng hơn, với bề mặt lạnh và giống sa mạc.

## Sách tham khảo
- Mars – A Warmer, Wetter Planet by Jeffrey S. Kargel (published July 2004; ISBN 978-1-85233-568-7)
- The Compact NASA Atlas of the Solar System by Ronald Greeley and Raymond Batson (published January 2002; ISBN 0-521-80633-X)
- Mars: The NASA Mission Reports / edited by Robert Godwin (2000) ISBN 1-896522-62-9